# Hildegard Fränzel
Hildegard Mathilde Minna Fränzel, auch Hildegard Fränzl (* 4. Oktober 1895 in Charlottenburg; † 23. Februar 1970 in Berlin-Wilmersdorf) war eine deutsche Schauspielerin.

## Leben
Hildegard Fränzel wurde am 4. Oktober 1895 in der Wohnung ihrer Eltern in der Goethestraße 59 in Charlottenburg geboren. Ihre Eltern waren der Lederzurichter Johann Karl August Fränzel und dessen Ehefrau Minna Mathilde Auguste geb. Hahn. Nach der Höheren Töchterschule erhielt sie von 1919 bis 1921 Schauspielunterricht bei Hedwig von Winterstein und 1928 bis 1929 Gesangsunterricht bei Madame Buccarini. Ihr Debüt gab sie 1921 als Lenore in Die Verschwörung des Fiesco zu Genua am Neuen Schauspielhaus in Königsberg.
Bis 1922 blieb sie in Königsberg, dann arbeitete sie 1922/23 am Stadttheater Oppeln. 1923 bis 1924 stand sie am Deutschen Theater und am Theater am Schiffbauerdamm in Berlin auf der Bühne. 1924 bis 1925 spielte sie an der Landesbühne Karlsruhe, wo sie die Horlacherlies in Der G’wissenswurm und Olivia in Was ihr wollt darstellte.
1926 bis 1927 wirkte sie am Theater Essen, unter anderem als Thekla in Wallenstein und Ophelia in Hamlet. Nächste Bühnenstation war 1927 bis 1928 das Neue Schauspielhaus Nürnberg. Hier verkörperte sie Lucy in Die Dreigroschenoper. 1929 bis 1930 agierte sie wieder am Theater am Schiffbauerdamm.
Ab 1930 intensivierte Fränzel ihre Filmtätigkeit, die sie bereits in der Stummfilmzeit begonnen hatte. Sie blieb allerdings, oft ungenannt, auf kleine Nebenrollen beschränkt. 1941 wirkte sie in frühen Fernsehfilmen mit, 1942 bis 1944 trat sie bei Wehrmachttourneen auf, 1944 bis 1945 war sie Rundfunksprecherin.
1945 begann sie wieder als Schauspielerin am Künstlertheater in Berlin-Zehlendorf, dann arbeitete sie bis 1947 als Sprecherin für die Sender RIAS, NWDR und den Berliner Rundfunk. 1950 war sie am Hebbel-Theater zu sehen, danach gab sie Gastspiele.

## Filmografie
- 1923: Der steinerne Reiter
- 1924: Dekameron-Nächte
- 1925: Zur Chronik von Grieshuus
- 1932: Theodor Körner
- 1932: Annemarie, die Braut der Kompanie
- 1933: Heimat am Rhein
- 1937: Gefährliches Spiel
- 1937: Karussell
- 1937/53: Starke Herzen
- 1938: Die unheimliche Nacht
- 1938: Urlaub auf Ehrenwort
- 1938: Dreiklang
- 1938: Liebelei und Liebe
- 1938: Pour le Mérite
- 1938/47: Altes Herz geht auf die Reise
- 1939: Die fremde Frau
- 1939: Meine Tante – deine Tante
- 1939: Der Stammbaum des Dr. Pistorius
- 1940: Fahrt ins Leben
- 1940: Meine Tochter tut das nicht
- 1948: Vor uns liegt das Leben